# Gnamptonychia orsola
Gnamptonychia orsola là một loài bướm đêm thuộc phân họ Arctiinae, họ Erebidae.